# Klencke Atlasz
A Klencke Atlasz először 1660-ban jelent meg, ez a világ egyik legnagyobb atlasza.  1,75 méter magas, 1,9 méter széles, amikor nyitva van, ezért a British Library az értesülések szerint hat embert alkalmaz a mozgatására.
Ez egy világatlasz, ami 41 rézkarcot tartalmaz fali térképek formájában, rendkívüli, ritka, és kivételesen jó állapotban van. A térképeket falra való kiakasztásra szánták. A térképek  kontinenseket és egyes európai államokat ábrázolnak. János Maurice a Nassau  holland herceg jóváhagyásával jöttek létre. Tartalmaz  művészeti metszeteket Blaeu, Hondius és mások által.  Johannes Klencke mutatta be,  holland cukorkereskedők képviseletében Károly Király II. Anglia  királya előtt 1660-ban az alkalomból, hogy helyreállította a trónt. A konzorcium azt remélte, hogy kedvező kereskedelmi megállapodásokat kap  Nagy-Britanniától a cukornád ültetvényekhez Brazíliában. Johannes Klencke egy holland kereskedő család sarja volt. II. Károly angol király rajongott a térképek iránt, ezt a térképet elzárva tartotta a ritkaságok között a Whitehall-ban.
1828-ban IV. György brit király a British Múzeum-nak adta. Az 1950-es években újra lett kötve és felújítva. Ma a Régész Térképészeti osztályon van, a British Library-n belül, Londonban. 1998 óta látható a térképek bejárati terménél. 2010 áprilisában jelent meg nyilvánosan először, 350 év után, egy kiállítás keretében, a British Library-ban.
2012-ig a Klencke Atlasz volt a világon a legnagyobb atlasz, ez valószínűleg 350 évig tartott. 2012 februárjában a Gordon Cheers  ausztrál kiadó megjelentetett egy új atlaszt Earth Platinum néven, ami körülbelül egy lábbal nagyobb, így valószínűleg a legnagyobb atlasz a világon; ez 31 példányban készült.
2017-ben a British Museum digitalizálta az atlaszt, és elérhetővé tette az interneten.

## Külső hivatkozások
- Klencke Atlas Archiválva 2017. május 12-i dátummal a Wayback Machine-ben, a British Library digitalizált kiadása
- Largest book in the world goes on show for the first time, The Guardian, 26 January 2010
- Csodálatos térképek: Hatalom, Propaganda, és  Művészet Archiválva 2012. október 13-i dátummal a Wayback Machine-ben, British Library  kiállítás, 2010. április 30.